# Amphipholis sigillata
Amphipholis sigillata är en ormstjärneart som beskrevs av Cherbonnier och Guille 1978. Amphipholis sigillata ingår i släktet Amphipholis och familjen trådormstjärnor.
Artens utbredningsområde är Madagaskar. Inga underarter finns listade i Catalogue of Life.